# José Abad-Santos (Dávao Occidental)
José Abad-Santos es un municipio filipino de primera categoría, situado en la parte sudeste de la isla de Mindanao. Forma parte de  la provincia de Dávao Occidental situada en la región administrativa de Dávao. Para las elecciones está encuadrado en el Segundo Distrito Electoral.

## Barrios
El municipio de José Abad-Santos se divide, a los efectos administrativos, en 26 barangayes o barrios, conforme a la siguiente relación:
- Balangonan
- Buguis
- Bukid
- Butuan
- Butulan
- Caburan Big
- Caburan Small (Población)
- Camalian
- Carahayan
- Cayaponga
- Culaman
- Kalbay
- Kitayo
- Magulibas
- Malalan
- Mangile
- Marabatuan
- Meybio
- Molmol
- Nuing
- Patulang
- Quiapo
- San Isidro
- Sugal
- Tabayon
- Tanuman

## Historia
El actual territorio de la provincia de Dávao Oriental  fue parte de la provincia de Caraga durante la mayor parte del Imperio español en Asia y Oceanía (1520-1898). A principios del siglo XX la isla de Mindanao se hallaba dividida en siete distritos o provincias.
El Distrito 4º de Dávao, llamado hasta 1858  provincia de Nueva Guipúzcoa, tenía por capital el pueblo de Dávao e incluía la  Comandancia de Mati.  La Trinidad, tal como entonces se conocía,  era una visita de Malalag.
José Abad-Santos forma parte de la provincia de Dávao como barrio de Malita hasta el 1 de agosto de 1948 cuando se constituye como nuevo ayuntamiento.
El 20 de abril de 1955 el municipio de Trinidad cambia su nombre por el de José Abad-Santos.
En 1967, la provincia de Dávao se divide en tres provincias: Dávao del Norte, Dávao del Sur y Dávao Oriental.